# تقويم فلكي (يومية)

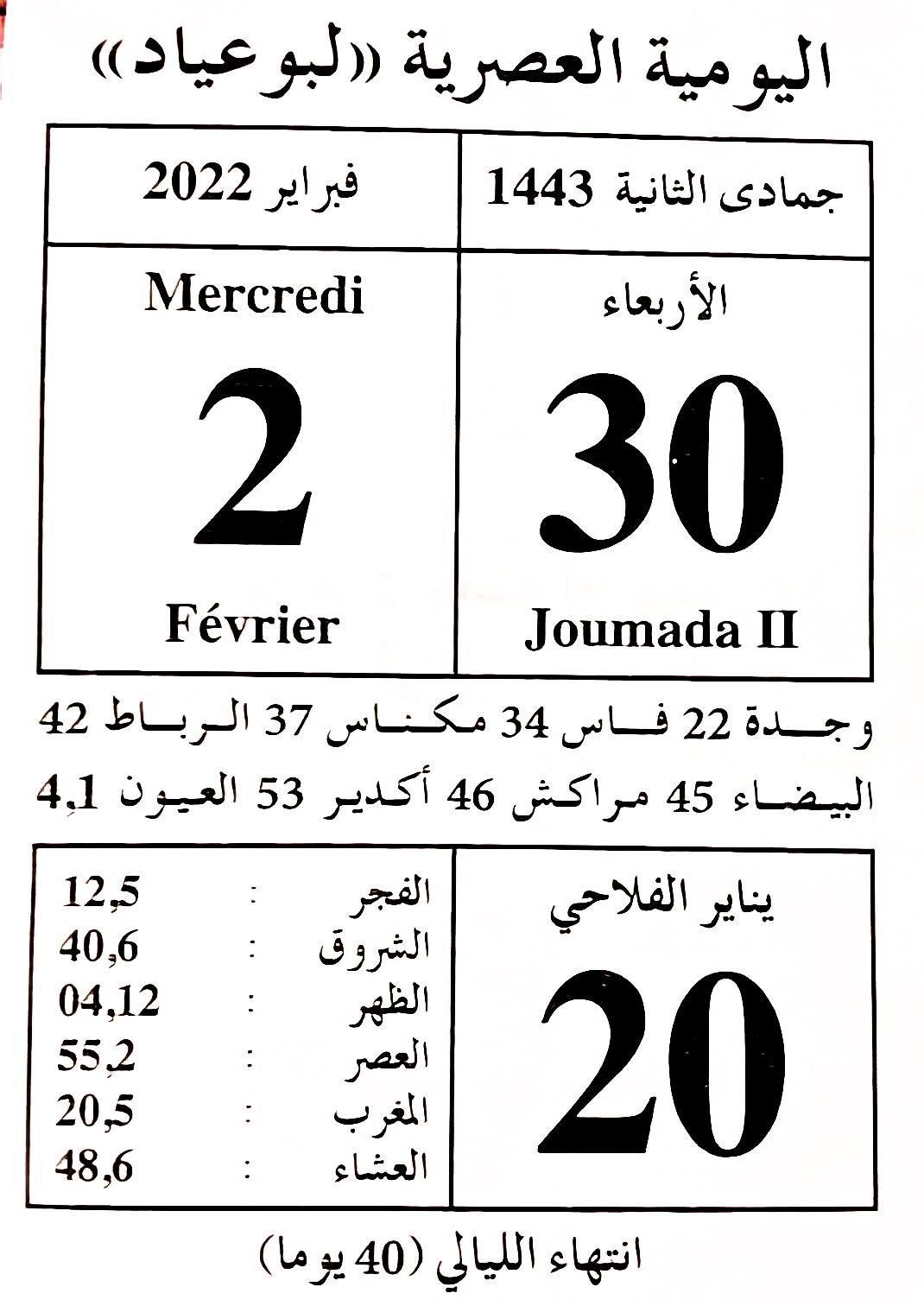
يومية بوعياد العصرية المغربية

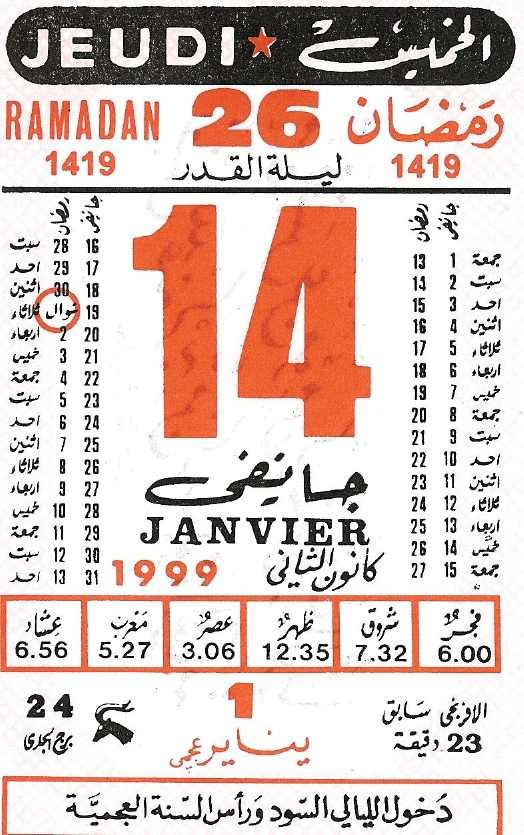
يومية تونسية

التقويم الفلكي (اليومية) هو تقويم يتم نزع صفحة منه كل يوم.

## وصف
غالبًا ما يأتي هذا النوع من التقاويم في مجموعة أوراق صغيرة. كل ورقة تتوافق مع يوم من أيام السنة: الورقة الأولى تضم 1 يناير، والورقة الأخيرة 31 ديسمبر. في كل يوم، يُزيل المستخدم الورقة العلوية، الموافقة لليوم السابق، من أجل الكشف عن ورقة اليوم.
بالإضافة إلى اليوم والشهر، تعتمد المعلومات الموجودة في كل صفحة على التقويم الفلكي، حيث يمكن أن تتضمّن تذكيرًا بالأحداث المهمة التي حدثت سابقا في التاريخ نفسه، أو أوقات شروق الشمس وغروبها وأطوار القمر.

## يومية بوعياد المغربية
استُحدثت هذه اليومية من قبل الحاج إدريس بوعياد في فاس، بين سنتي 1920-1930. تعتمد اليومية التقويم الميلادي والهجري والفلاحي، وتتضمّن أوقات الصلاة في كبرى مدن المغرب، وهي مُدبجة بآيات قرآنية وأحاديث نبوية وحكم وأبيات شعرية ونصائح ومعلومات ومقولات لمفكرين وفلاسفة وأدباء عرب وأجانب. كما تتميّز هذه اليومية بعرضها لمنازل السنة الفلاحية، مثل منزلة "الناير" ومنزلة "سعد السعود" ومنزلة "الصمايم" ومنزلة "النعايم" ومنزلة "الليالي".